# Joseph Hecq
Joseph Ferdinand Louis Hecq (Templeuve, 5 april 1854 - na 1900) was een Belgisch volksvertegenwoordiger.

## Levensloop
Hecq promoveerde tot doctor in de rechten en licentiaat in de politieke en sociale wetenschappen (1875) aan de Katholieke Universiteit Leuven.
In 1894 werd hij verkozen tot katholiek volksvertegenwoordiger voor het arrondissement Doornik en vervulde dit mandaat tot in 1898.

## Publicatie
- La Belgique devant l'Europe, in: Revue Générale, 1885.